# Lądowisko Brzozów-Szpital
Lądowisko Brzozów-Szpital – lądowisko sanitarne w Brzozowie, w województwie podkarpackim, położone przy ul. ks. Bielawskiego 18. Przeznaczone jest do wykonywania startów i lądowań śmigłowców sanitarnych i ratowniczych o dopuszczalnej masie startowej do 5700 kg w dzień i w nocy.
Zarządzającym lądowiskiem jest Szpital Specjalistyczny Podkarpacki Ośrodek Onkologiczny im. ks. Bronisława Markiewicza. W roku 2015 zostało wpisane do ewidencji lądowisk Urzędu Lotnictwa Cywilnego pod numerem 318.